# Cor Hendriks
Cor Hendriks (Gorcum, 29 de desembre de 1934 - ?, 21 de gener de 2016) va ser un futbolista neerlandès que jugava en la demarcació de defensa.

## Biografia
Després de formar-se com a futbolista en l'Sparta de Rotterdam, finalment va debutar amb el primer equip en 1954. Va jugar en el club durant set anys, i va guanyar la Copa d'Holanda en 1958, i amb l'Eredivisie en la temporada 1958/59. En 1961 va deixar el club per fitxar per l'Excelsior Rotterdam, on va jugar durant quatre anys més, retirant-se finalment en 1964.
Va morir el 21 de gener de 2016 als 81 anys.

## Clubs
| Club                | País          | Any         |
| ------------------- | ------------- | ----------- |
| Sparta de Rotterdam | Països Baixos | 1954 - 1961 |
| Excelsior Rotterdam | Països Baixos | 1961 - 1964 |

## Palmarès

### Campionats estatals
| Títol          | Club                | País          | Any  |
| -------------- | ------------------- | ------------- | ---- |
| Eredivisie     | Sparta de Rotterdam | Països Baixos | 1959 |
| Copa d'Holanda | Sparta de Rotterdam | Països Baixos | 1958 |